# Merrill Lynch
 Merrill Lynch & Co, Inc  (NYSE MERTYO 8675), és una companyia estatunidenca, que a través de les seves subsidiàries i afiliades, ofereix serveis en el mercat de capitals, inversions bancàries, assessoria consultiva, gestió de capital, gestió d'actius, assegurances i serveis de banca. Va ser fundada l'any 1914 per Charles I. Merrill i Edmund C. Lynch i adquirida pel Bank of America per 44.000 milions de dòlars al setembre de 2008 per salvar-la de la crisi de les hipoteques subprime. Opera en més de 40 països arreu del món.

## Subsidiàries
- Financial Data Services, Inc
- Merrill Lynch Europe PLC
- Merrill Lynch, Pierce, Fenner & Smith Incorporated (PFS)
- Merrill Lynch Bank USA
- Merrill Lynch Bank & Trust Co, FSB
- Merrill Lynch International (MLI)
- Merrill Lynch Government Securities, Inc (GSI)
- Merill Lynch Japan (MLJ)
- Merrill Lynch Canada (MLC)
- Merrill Lynch (India) Technology Services (MLITS)